# Édouard Mounier
Pour les articles homonymes, voir Mounier.
Claude-Philibert-Édouard Mounier, titré baron Mounier en 1809, né le 2 décembre 1784 à Grenoble (Isère) et mort le 11 mai 1843 à Passy (Seine), est un homme politique français.

## Biographie

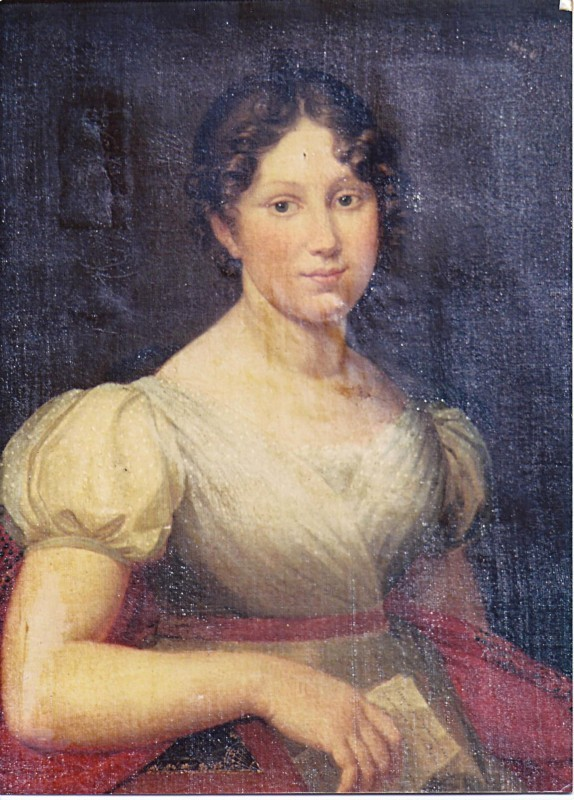
Wilhelmine Lighton ou von Lighton née en 1789 en Prusse épousera le baron Edouard Mounier en 1810 avec l'accord de Napoléon Ier. Elle meurt à 92 ans à Paris

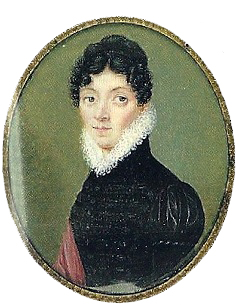
Victorine Mounier, aimée par Stendhal « comme le bonheur » sans réellement la connaître.

Il est le fils du révolutionnaire Jean-Joseph Mounier, qu'il suit en émigration. Il rentre en France après le 18 brumaire. 1805, son ami Stendhal  tombe très amoureux de sa sœur, Victorine Mounier, rencontrée à Grenoble. En 1806, Il devient auditeur au Conseil d'État. L'année suivante, il est envoyé à Weimar et en Silésie en tant qu'intendant puis il entre au cabinet de Napoléon Ier en tant que secrétaire en 1809. Il est alors fait baron de l'Empire le 31 décembre 1809. Il se marie à Liegnitz, avec l'accord de l'empereur le 11 mai 1810 avec une Prussienne, Wilhelmine Lighton, petite-fille du général Johann Anton von Dessaunieres (1731-1802), commandant la forteresse de Glogau, et de Jeannette Claire du Fresne de Francheville (1742-1830). Le consentement fut donné, mais pas sans peine. " Une Allemande ! Une Prussienne !  " répétait l'Empereur avec impatience " N'y a-t-il donc pas assez de Françaises ! " Mais jamais union ne fut plus tendre et plus heureuse, et ne laissa des regrets plus vifs et plus durables . En 1813 il  est intendant des bâtiments et conserve cette dernière fonction à la Restauration, se ralliant à Louis XVIII,  il se retire en Allemagne pendant les Cent-Jours. En 1817 il préside la commission mixte créée à Paris pour liquider les créances étrangères. Il accompagne le duc de Richelieu au congrès d’Aix-la-Chapelle. En 1818. Il est nommé directeur général de la police et pair de France en 1819.
En 1841, ce fut encore lui qui fit le rapport dans le projet de loi concernant les fortifications de Paris. C'est au milieu de ces travaux, atteint d'un début de paralysie que la mort vint le surprendre. Il succomba quelques mois plus tard à Passy, le 11 mai 1843.
Il est inhumé au cimetière du Père-Lachaise (32e division). Son épouse Wilhelmine décède à 92 ans le 24 novembre 1881 à Paris.

## Distinction
Grand officier de l'Ordre Royal de la Légion d'Honneur le 1er mai 1821 (Âge 36 ans) 

## Œuvres et archives
- Le comte d'Hérisson a publié en 1896 les Souvenirs intimes et notes du baron Mounier (lire en ligne)
- Les papiers personnels de Claude-Philibert-Édouard Mounier sont conservés aux Archives nationales sous la cote 234AP[6]
- Des correspondances spécialement de l'année 1838 avec Labaume sont consultables à la Bibliothèque Municipale de Grenoble, cote : fr/dl/fdsadkbg, elles ont été numérisées.